# Повсин
Повсин (пол. Powsin) — микрорайон на юге дзельницы Вилянув в Варшаве на западном берегу реки Висла. На границе Повсина и дзельницы Урсынов находится Ботанический сад и парк культуры.

## История
Первое упоминание о Повсине относится к XIII веку. Деревня принадлежала Богушу из рода Доливув, воеводе лечицкому. В 1258 году он отписал деревню епархии Влоцлавека. Передачу деревни подтвердил герцог Земовит I Мазовецкий и Черский. В 1283 году Альберт, епископ Куявский передал деревню Николаю из рода Чолкув, каштелляну Вискому в обмен на деревню Шавловице в Гневковском благочинии.
В 1398 году Эльжбета Чолкова, вдова Анджея Чолкова, каштелляна Черского, по совету своих сыновей — Виганда, Анджея, Станислава и Климента, построила в Повсине деревянную церковь Святого Андрея Первозванного и Святой Елизаветы Венгерской. Потомки этой ветви рода Чолкув приняли фамилию Чолкув-Повсинских и владели Повсином до 1677 года. Затем село было продано ими королю Яну III Собескому, который присоединил его к своему поместью в Вилянуве.
В XVIII веке Повсин с окрестностями приобрела великая гетманша Эльжбета Элена Сенявская. В 1720—1725 годах здесь было открыто кладбище, а в самом центре Повсина построена каменная церковь Святой Елизаветы в стиле барокко. В конце XVIII — начале XX века настоятелем в этой церкви был Ян Павел Воронич. Он был инициатором создания в 1810 году приходской школы и центра помощи. После подавления Январского восстания российское правительство провело административную реформу, вследствие которой Повсин вошёл в состав гмины Вилянув. В 1951 году в составе Вилянува Повсин стал частью Варшавы.

## Достопримечательности
- Церковь Святой Елизаветы.
- Кладбище Варшавских повстанцев.
- Ботанический сад.
- Парк культуры в Повсине.
- Памятник Виганду Чолкову.